# Даугулис, Арвидс
А́рвидс Да́угулис (Даугуль, в старых источниках Арвет Адамович Даугулль, латыш. Arvīds Daugulis; 30 марта 1879 — 14 марта 1955) — латвийский пианист и музыкальный педагог.
Сын учителя приходской школы и органиста Адама Даугулиса. Начал учиться музыке у своего отца, с 11 лет играл на органе в Зесвегенской церкви. Окончил Санкт-Петербургскую консерваторию (1904), ученик Анны Есиповой, занимался также в классе композиции Феликса Блуменфельда. Концертировал до 1926 г., однако с самого начала предпочитал педагогическую работу.
В 1908—1914 гг. преподавал в Самарском музыкальном училище по приглашению его первого директора Екаба Карклиня. В 1914 г. вернулся в Ригу, но с началом Первой мировой войны вместе с Павлом Юрьяном эвакуировался вглубь России, в 1915—1917 гг. работал в Курском музыкальном училище, где среди его учеников был Матвей Блантер. После возвращения в Латвию в 1918—1920 гг. руководил небольшой музыкальной школой в усадьбе Биржи под Мадоной, был первым учителем Харальда Медниса. В 1921—1951 гг. преподаватель Латвийской консерватории, с 1927 г. профессор. Среди его консерваторских учеников — Виктор Бабин, Маргер Зариньш, Стасис Вайнюнас. Педагогическая работа Даугулиса оставила глубокий след в латвийской национальной пианистической школе.
Кавалер Ордена Трёх звёзд IV степени (1930).